# Singapore Airlines Cargo
Singapore Airlines Cargo (часто скорочується як SIA Cargo) — сінгапурська вантажна авіакомпанія, дочірня авіакомпанія національного авіаперевізника Сінгапуру Singapore Airlines, що почала виконання польотів під власним кодом і брендом у 2001 році. Володіє флотом з 11 вантажних літаків Boeing 747-400, а також організовує перевезення вантажів на літаках материнської компанії і бюджетного авіаперевізника Scoot. Базується в міжнародному аеропорту Чангі, де володіє двома вантажними терміналами і складом загальною пропускною здатністю 1 200 000 тонн вантажу на рік.
З моменту заснування SIA Cargo входить у вантажний авіаційний альянс WOW. Також авіакомпанія має частки в Great Wall Airlines (25%) і в China Cargo Airlines (16%).

## Історія
SIA Cargo була створена у липні 1992 року як вантажний підрозділ Сінгапурських авіаліній, однак лише в липні 2001 року вона стала повноцінною дочірньою компанією і стала виконувати всі вантажні рейси Singapore Airlines. Спочатку перевезення виконувалися на взятих у лізинг у материнської компанії вантажних літаках, а також у багажних відсіках пасажирських літаків. Через кілька місяців, у жовтні 2001 року авіакомпанія разом з Lufthansa Cargo і SAS Cargo Group заснувала вантажний авіаційний альянс WOW.

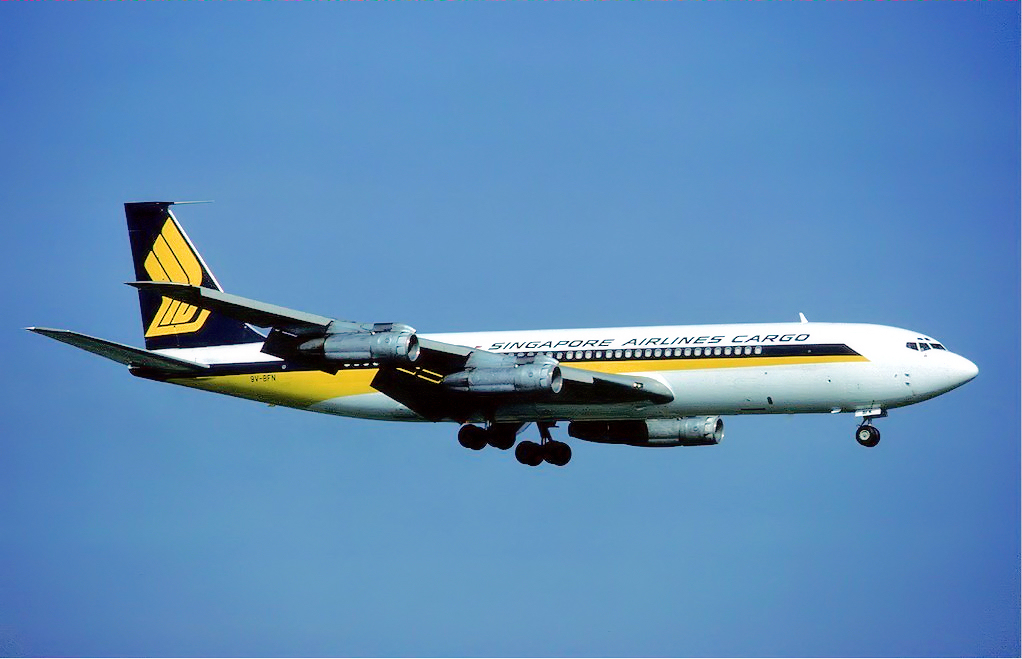
Boeing 707-300C Singapore Airlines Cargo в аеропорту Цюріха

31 жовтня 2001 року авіакомпанія відкрила свої перші навколосвітні рейси: з Сінгапуру через Гонконг, Даллас, Чикаго, Брюссель, Шарджу назад в Сінгапур, а також з Сінгапуру через Гонконг, Даллас, Чикаго, Брюссель, Мумбаї в Сінгапур. 22 травня 2003 року Singapore Airlines Cargo стала першою іноземною авіакомпанією, яка почала прямі польоти з Китаю в США.
У 2002 році на церемонії нагород Азійської Вантажної Індустрії (англ. Asian Freight Industry Awards (AFIA)) авіакомпанія була названа кращим вантажним перевізником Азії і кращим міжнародним вантажним перевізником. Ці статуси SIA Cargo утримувала 5 років поспіль, до 2007 року.

## Звинувачення у фіксуванні тарифів
За весь час існування авіакомпанія неодноразово звинувачувалася у фіксуванні тарифів:
- У грудні 2008 року Австралійська комісія з питань конкуренції та захисту споживачів висунула проти авіакомпанії звинувачення в умисному фіксуванні паливних зборів і зборів за безпеку пошти і вантажів, що вирушають вдо Австралії. Singapore Airlines Cargo стала третьою авіакомпанією, обвинуваченою у фіксуванні тарифів на вантажоперевезення[7].

- У травні 2010 року Комісія за справедливу торгівлю республіки Корея оштрафувала авіакомпанію за співучасть у фіксуванні і збільшенні паливних зборів протягом 7 років[8]. Згодом авіакомпанія оскаржила це рішення[9].

- У листопаді 2010 року авіакомпанія була оштрафована Європейською комісією на €74,8 млн за участь у картелі разом з 10 іншими авіаперевізниками. Комісія з'ясувала, що у декількох авіакомпаній, у тому числі Air Canada, Air France, British Airways, Qantas і Japan Airlines були фіксовані тарифи на вантажоперевезення протягом 6 років. Singapore Airlines Cargo оголосила про свій намір оскаржити рішення комісії.

- 30 листопада 2010 року Singapore Airlines Cargo визнала свою провину в участі у змові з метою фіксації тарифів на вантажоперевезення в США з лютого 2002 року до лютого 2006 року. Авіакомпанія виплатила два штрафи: один в $48 млн в 2010 році і другий в $78,5 млн у грудні 2013 року[10][11].

## Флот

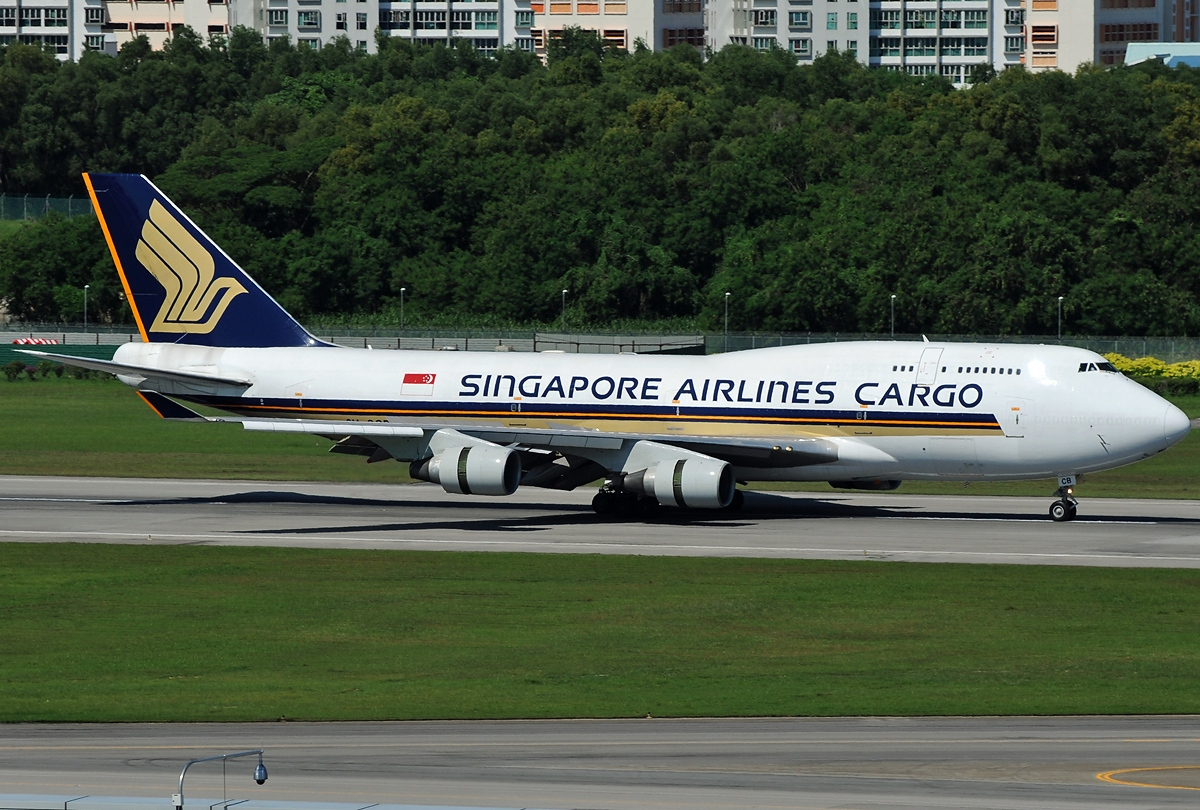
Boeing 747-400BCF авіакомпанії SIA Cargo

У 2001 році всі 9 вантажних Boeing 747-400F, що були у Сінгапурських Авіаліній були переведені до складу флоту SIA Cargo; також на вантажний підрозділ були переоформлені замовлення на нові вантажні літаки. Через фінансову кризу наприкінці 2000-х і падіння ринку вантажоперевезень частина літаків Singapore Airlines Cargo була відправлена на зберігання в аеропорт Вікторвілль.
Станом на 31 жовтня 2016 року Singapore Airlines Cargo експлуатувала 9 Boeing 747-400F. До вересня 2014 року в експлуатації знаходились два Boeing 747-400BCF, які згодом були продані авіакомпанії Delta Air Lines.

## Ключові економічні показники
| Показник                                    | Одиниця вимірювання      | 2005 — 2006 рр. | 2006 — 2007 рр. | 2007 — 2008 рр. | 2008 — 2009 рр. | 2009 — 2010 рр. | 2010 — 2011 рр. | 2011 — 2012 рр. | 2012 — 2013 рр. | 2013 — 2014 рр. | 2014 — 2015 рр. |
| ------------------------------------------- | ------------------------ | --------------- | --------------- | --------------- | --------------- | --------------- | --------------- | --------------- | --------------- | --------------- | --------------- |
| Перевезено вантажів і пошти                 | тис. тон                 | 1 248,5         | 1 284,9         | 1 308,0         | 1 219,5         | 1 122,4         | 1 156,4         | 1 205,8         | 1 144,6         | 1 117,8         | 1 124,0         |
| Вантажообіг                                 | млн. тонно-кілометрів    | 7 874,4         | 7 995,6         | 7 959,2         | 7 229,3         | 6 659,1         | 7 174,0         | 7 198,2         | 6 763,6         | 6 419,3         | 6 347,2         |
| Загальна пропускна здатність                | млн. тонно-кілометрів    | 12 378,9        | 12 889,8        | 12 787,8        | 12 292,5        | 10 510,1        | 11 208,5        | 11 286,5        | 10 661,0        | 10 273,6        | 10 024,9        |
| Коефіцієнт завантаження перевізних ємностей | %                        | 63,6            | 62,0            | 62,2            | 59,4            | 63,4            | 64,0            | 63,8            | 63,4            | 62,5            | 63,3            |
| Прибутковість вантажоперевезень             | центів на тонно-кілометр | 38,6            | 38,4            | 38,7            | 38,2            | 32.0            | 36,2            | 34,9            | 33,4            | 32,7            | 32,8            |
| Коефіцієнт прибутковості вантажоперевезень  | %                        | 60,9            | 63,8            | 62,2            | 65,2            | 68,4            | 61,6            | 68,5            | 69,5            | 67,0            | 65,0            |